# Marie Darrieussecq
Pour les articles homonymes, voir Darrieussecq.
Marie Darrieussecq est une écrivaine française née le 3 janvier 1969 à Bayonne. Elle est aussi traductrice et psychanalyste.
Son premier roman, Truismes, publié alors qu'elle est âgée de 27 ans et qui relate la métamorphose d'une femme en truie, rencontre un succès mondial. Vendu à plus d'un million d'exemplaires en France et à l'étranger, il est traduit dans une quarantaine de langues. En 2013, elle reçoit le prix Médicis et le prix des prix littéraires pour son roman Il faut beaucoup aimer les hommes.

## Biographie
Née le 3 janvier 1969 à Bayonne, Marie Darrieussecq grandit dans un village du Pays basque. Sa mère est professeure de français et son père technicien. L'ombre d'un frère aîné décédé obscurcit la vie familiale.
En 1997, elle épouse un mathématicien dont elle divorce rapidement. En 2000, elle  se remarie avec un astrophysicien.
En 1983, elle apprend qu'elle est une « fille Distilbène » ; mère de trois enfants, sa vie en est profondément marquée.

### Formation
Marie Darrieussecq suit des études secondaires à Bayonne et obtient un baccalauréat section A en 1986. Elle poursuit ensuite au lycée Montaigne de Bordeaux puis au lycée Louis-Le-Grand à Paris une formation littéraire en classe préparatoire. Elle intègre l'École normale supérieure de la rue d'Ulm à Paris en 1990. En 1992, elle est reçue à l'agrégation de lettres modernes à la sixième place. Ensuite, elle obtient une maîtrise à l'université de la Sorbonne-Nouvelle en travaillant sur Hervé Guibert, puis un DEA de à l'université de Paris-VII, puis en 1997, un doctorat de littérature à l'université de Paris-VII après avoir soutenu une thèse sous la direction de Francis Marmande sur les Moments critiques dans l'autobiographie contemporaine. Ironie tragique et autofiction chez Georges Perec, Michel Leiris, Serge Doubrovsky et Hervé Guibert.
Après sa thèse, elle entame une psychanalyse et devient en 2006 elle-même psychanalyste,.

### Autre
En 2019, Marie Darrieussecq est nommée présidente de l'avance sur recettes au Centre national du cinéma. La même année, elle est titulaire de la chaire semestrielle d'écrivain en résidence de Sciences Po.

## Œuvre littéraire
À propos de son roman Clèves, la journaliste Raphaëlle Leyris écrit : « Le sujet de Marie Darrieussecq depuis Truismes est toujours le même : il s'agit d'examiner ce que le langage dit de l'expérience, la manière dont les mots, et notamment les lieux communs, énoncent la réalité et, en retour, la façonnent. » Le titre du roman Il faut beaucoup aimer les hommes est extrait d'un aphorisme de Marguerite Duras dans La Vie matérielle : « Il faut beaucoup aimer les hommes. Beaucoup, beaucoup. Beaucoup les aimer pour les aimer. Sans cela, ce n'est pas possible, on ne peut pas les supporter. »
À propos de son roman Le Pays, Nathalie Crom écrit dans La Croix qu'elle soulève « la question de l'appartenance (à une langue, à une terre, à une nation), sans entretenir la moindre nostalgie pour la vision classique ou traditionnelle de l'enracinement. »
Dans Clèves, elle décrit la transformation d'une adolescente avec l'arrivée des premières règles et la découverte de la sexualité. Virginie Despentes écrit dans Le Monde des livres : « Clèves fonctionne comme un remonteur de moments, ni oubliés, ni occultés, mais jamais consultés, jamais célébrés. »

## Style
Son style minimal, chargé d'anecdotes et de métaphores scientifiques ou géographiques, sert une « écriture physique ». Chaque livre produit par Marie Darrieussecq entretient un style différent, supposant que « le changement stylistique serait donc le moteur de sa création. » Cependant, ce sont les mêmes questionnements qui traversent les œuvres de l’auteure, alors que « Marie Darrieussecq adopte une posture auctoriale plurielle, qui multiplie les expériences littéraires et intersémiotiques, interroge dans la labilité de ses métamorphoses, de ses travestissements, la question de l’un et du multiple, de l’autre et du même. »

### L'énonciation animale
Marie Darrieussecq fait souvent usage de la focalisation interne et du discours indirect libre pour s'immiscer dans l'esprit et le corps de ses personnages. L'auteure s'intéresse ainsi « aux états mentaux non linguistiques provoqués par des états de conscience limite ou des expériences mentales infra-verbales dominées par les émotions et les sensations ». Ce n’est pas seulement la perception humaine que Marie Darrieussecq tente de déchiffrer par l’écriture, mais également la perception animale, qui est un type d’expérience non linguistique par définition : « S’imaginer dans la peau d’un animal ne se limite pas à la mise en récit de fantasmes de métamorphose comme Darrieussecq s’y était essayée dans Truismes, son premier roman. L’expérience relève plus généralement d’une sorte d’exercice mental ». Cet « exercice mental » est perceptible dans le roman Le Pays, qui représente des tentatives de projection imaginaire dans une subjectivité animale :

« Le bernard-l’hermite hors de sa coquille cherchait tout nu un abri neuf. Le premier coquillage était si grand que ses pattes de derrière ne pouvaient pas s’y accrocher, et ses pattes de devant ne pouvaient pas le traîner. Le deuxième coquillage était si petit, qu’aucune de ses pattes, de derrière ou de devant, ne pouvait s’y caser. Le troisième coquillage était parfaitement à la taille pour les pattes de derrière et devant, et le bernard-l’hermite s’y glissa tout content »

Effectuer ces incursions mentales dans des esprits et des corps non humains représente donc un paradoxe énonciatif, là où l’écriture permet de mettre en mots ce qui est de l’ordre de l’indicible. Le point de vue animal se manifeste en partie par le désir des personnages d’échapper à la vie humaine, ce qui donne lieu à « un questionnement et des hypothèses sur leur être-au-monde, imaginé avant tout comme une existence purement physiologique ».

Sophie Milcent-Lawson, dans « Énonciations animales dans l’œuvre de Marie Darrieussecq », repère plusieurs manifestations du devenir animal à travers l’énonciation linguistique. La première technique « consiste ainsi à donner à lire des pensées verbalisées tout en laissant entendre qu’il pourrait s’agir de celles de l’animal ». Le roman Bref séjour chez les vivants exemplifie bien ce processus de la pensée verbalisée :

« Et le chat. Tous les matins se réveillant en se disant que ça lui dit quelque chose ; se rappelant vaguement cet endroit, cette famille et ces odeurs, impressions enfouies sous la glu des neurones, comme on se souvient, nous, d’un rêve par éclats, ou d’une vie antérieure. Peut-être le chat se dit, si le chat se dit quelque chose, avoir déjà été chat ici dans une de ses sept vies. S’éveillant chaque jour au rêve qu’il a quitté en se disant tiens donc. Puis oubliant. D’où l’expression blasée du chat, qui habite en permanence le monde du déjà-vu »

Ainsi, il devient difficile pour le lectorat de clairement déterminer qui est l’énonciateur de cette pensée : le personnage qui rapporte la pensée verbalisée ou s’agit-il vraiment de la pensée de l’animal ? Ces remarques sur la verbalisation de la pensée animale supposent différents procédés linguistiques et discursifs de la pensée verbalisée partagée : « discours indirect libre, fusion transpécifique dans le vous empathique, énallage du pronom je, esquisse de discours rapporté formel mais dépourvu de contenu propositionnel. Ainsi, la verbalisation des pensées imaginées se trouve-t-elle prise en charge par un locuteur-relais humain ».
Un autre procédé de l'énonciation animale repéré par Sophie Milcent-Lawson est d'imaginer des pensées non verbales : « si la contrainte de la verbalisation apparaît incontournable dans cet art verbal qu'est la littérature, certaines techniques permettent de représenter des procès mentaux non linguistiques tels ceux qu'on attribue aux animaux ». Lorsque le discours ne peut pas être rapporté à l’aide d’un « locuteur-relais humain », ce sera la syntaxe, la typographie et l'onomatopée qui permettront au lectorat de comprendre que l’énonciateur d’une pensée est un animal : « le chien renifle, zigzague, quatre pattes truffe au sol, odeur / pisser / ressac attention pattes / essorage clap clap clap oreilles / odeur où ça où ça / trace perdue / oubliée / maître : bâton, bâton lancé ! ». Figurer une forme de conscience animale passe par la représentation du flux de conscience de l’animal : « le flux mental du chien s’énonce sous la forme de termes juxtaposés : infinitifs, substantifs sans actualisateur, onomatopées. […] L’artifice typographique des barres obliques matérialise une temporalité vécue comme successivité d’instants, sans dimension réflexive ». La syntaxe s’oppose volontairement aux normes écrites pour marquer la différence de l’énonciateur. Il s’agit donc moins de relater l’expérience animale, mais plutôt de donner l’expérience à vivre au lectorat par la syntaxe et la typographie.

### L'italique et la parenthèse
Marie Darrieussecq utilise amplement l'italique dans la majorité de ses romans. L'italique permet d'attirer l'attention du lectorat sur un mot, un syntagme ou une phrase en le signalant de manière matérielle. L'italique vient modifier le rapport entre le signe et son référent, représentant toujours un certain décalage vis-à-vis de la langue : « avec les italiques, le signe se désigne non plus ou non seulement comme représentation du monde, mais aussi comme monde en lui-même ». Dans son texte « L'italique chez Marie Darrieussecq, signe de "l'entre-deux mondes" », Claire Stolz énumère les quatre principales modalités de l'italique : la non-coïncidence entre le mot et la chose, la non-coïncidence des mots à eux-mêmes, la non-coïncidence du discours à lui-même et la non-coïncidence entre les interlocuteurs. Il y a donc des non-coïncidences explicites (par exemple lorsqu’un interlocuteur rapporte les paroles des autres) et implicites (par exemple des mots qui ne vont pas de soi).
Toujours selon Claire Stolz, l’usage de l’italique s’apparente également à celui des guillemets, puisque ces deux marques typographiques peuvent signaler un discours rapporté. Cependant, « le signalement par les italiques de l’autonymie des citations s’accompagne d’une opacité des sources de ces citations. Les italiques disent l’hétérogénéité discursive mais ne donnent pas l’origine du discours ni le trajet de sa circulation, tandis que les guillemets sont réservés plutôt à des citations attribuées». Dans Notre vie dans les forêts, la narratrice déclare que « la société maternante que nous avons fuie avait parfois ses bons côtés, principe de précaution et chirurgie de pointe. Bref. Le boîtier est toujours dans ma tête. Robot comme les autres ». Le mot « parfois » est souligné pour signifier qu’il ne doit pas être compris dans son sens premier : « les italiques peuvent aussi servir à signaler la non-coïncidence à lui-même d’un mot considéré comme banal ». En soulignant ce mot, la narratrice exprime plutôt de l’ironie ou de l’ambivalence, puisque la « société maternante » qu’elle évoque est en fait une société totalitaire : elle remet ainsi en question les « bons côtés » de la société dystopique à laquelle elle vient tout juste d’échapper. L’expression « robot comme les autres », pour sa part, est dite par un autre personnage plus tôt dans le roman. Il devient difficile de retracer la source de la citation lorsque les mots sont simplement soulignés par l’italique. De plus, lorsque la narratrice reprend cette expression, qui en est véritablement l'énonciateur ? Reprend-elle les mots d’un autre personnage, ou est-ce que celle-ci se les approprie ? Se place-t-elle en opposition avec cette expression, ou bien pense-t-elle ces mots ? L'italique brise le rythme de lecture, permettant au lectorat d'appréhender les différents sens associés à cette écriture de la marge, de s'interroger sur la non-coïncidence explicite du signe et de son référent : « Ces caractères destinés à attirer l’attention du lecteur sur un mot, une expression, une phrase, voire un énoncé ou un texte, signalent de façon matérielle, sémiotique, le signe verbal, et c’est pourquoi ils sont notoirement utilisés pour des emplois autonymiques dans lesquels, peu ou prou, le signe est à soi-même son propre référent ».
La parenthèse, de la même manière que l'italique, est présente dans presque tous les romans de Marie Darrieussecq. Cependant, l'œuvre dans laquelle l'utilisation de ce procédé graphique est la plus abondante est Naissance des fantômes, qui comporte 132 parenthèses au total. Le roman est fondé sur le point de vue de la narratrice, dont le mari est disparu subitement et sans laisser de traces une journée comme toutes les autres.

Dans « Une ponctuation de l'entre-deux : la parenthèse », Karine Germoni et Cécile Narjoux affirment que :

« Les parenthèses, comme autant de chambres d'écho à la trame narrative, se multiplient et s'étendent à mesure que la narratrice perd pied avec la réalité tangible, mais elles rendent également compte de son exploration d'une temporalité autre, celle de l'attente, des souvenirs mais aussi de celle des possibles – et donc de la fiction –, et plus largement encore de sa négociation avec la représentation d'elle-même au contact des autres, du réel et de ses propres pensées. Lieu clos paradoxal qui ouvre sur un ailleurs au sein même de la phrase, lieu dédié à la réflexion et la réflexivité, la parenthèse, en tant que contenant et contenu, apparaît dans Naissance des fantômes comme l'instrument privilégié de l'exploration de ces zones limitrophes dont Marie Darrieussecq interroge la porosité. Mieux : elle se donne, dans le tissu textuel dont elle élargit les mailles, comme leur contrepartie métaphorique et linguistique. »

Karine Germoni et Cécile Narjoux relèvent trois principales modalités de la parenthèse chez Marie Darrieussecq, soit l'extraction d'éléments accessoires, les structures de couplage et l'insertion d'éléments syntaxiquement étrangers. La première catégorie, l'extraction d'éléments accessoires, permet d'ajouter des éléments facultatifs à la phrase : « Je me demandais, en tournant les pages où s'encadraient des visages qu'il me semblait n'avoir jamais vus, où ma silhouette, rarement aperçue, avait l'aspect cireux des mannequins et où mon mari plongeait dans l'objectif un regard étrangement direct, hypnotique et décalé (comme si ce qu'il fixait était toujours derrière moi le regardant), je me demandais à quoi ressemblait aujourd'hui l'album de ma mère […] ». Il s'agit d'éléments qui sont accessoires, et qui auraient pu se trouver entre deux virgules plutôt qu'entre deux parenthèses : puisqu'il n'y a pas de rupture syntaxique marquée par l'élément ajouté, alors les parenthèses ne seraient pas nécessaires. La parenthèse, chez Marie Darrieussecq, se rapporte donc à un « espace-temps parenthétique » selon Karine Germoni et Cécile Narjoux, alors que celle-ci « sert justement à marquer un suspens tout en inscrivant un autre temps, un autre lieu dans l'espace parenthétique, le lieu de la fiction et des mondes possibles. »
Les structures de couplage, pour leur part, se déroulent sous le mode de l'énumération. Les mots, syntagmes et phrases balisées par les parenthèses sont plutôt de l'ordre de l'alternative : « Nous verrions les mêmes couleurs, les mêmes formes, et je cesserais de me demander si mon mari (si les chats, les oiseaux, les poissons et les mouches aux yeux à facettes) sentait et voyait tout de même ce que moi je sentais et voyais ». Grâce à la parenthèse, Marie Darrieussecq verbalise un lieu où tous les possibles prennent place. Ces parenthèses sont facilement repérables puisqu'elles pourraient être paraphrasées « par des marqueurs de rectification tels que "ou aussi bien", "ou plutôt", "ou mieux encore" ». Marie Darrieussecq, grâce à la parenthèse, laisse entrevoir un monde de possibles et de variantes dans la fiction.
Finalement, le dernier procédé intègre des éléments syntaxiquement étrangers à la phrase. Ces phrases rajoutées grâce au procédé typographique de la parenthèse sont syntaxiquement différentes de la phrase principale, contrairement aux deux autres procédés où le contenu des parenthèses se fondent dans la structure de la phrase principale : « Ma mère l'avait appelée (le réseau complice des femmes autour de moi commençait à tendre ses filets, à me retenir parmi elles, à m'épauler comme les baleines franches poussent de leur bosse-museau, pour les maintenir à flots, les baleines plus faibles qui se laisseraient glisser dans les spirales des profondeurs), ma mère l'avait appelée, inquiète, lui disant que quelque chose ne tournait pas rond, ma mère m'envoyait ma meilleure amie ». Karine Germoni et Cécile Narjoux remarquent que ce type d'incise entre parenthèses relève souvent d'un commentaire de l'auteure ou d'un propos rapporté par la narratrice, alors que « ces incidentes se caractérisent par la rupture qu'elles instaurent dans les doutes, les réserves, les hypothèses de la narratrice, rupture plurielle dans l'ordre du linéaire, et sur le plan énonciatif : l'espace-temps parenthétique délimite une ère d'hétérogénéité et d'indépendance non seulement syntaxique et énonciative, où s'éprouve la subjectivité de la narratrice ». La parenthèse, chez Marie Darrieussecq, donne à voir – ou plutôt donne à lire – la porosité entre la réalité et la fiction, entre les personnages et le monde qui les entoure, par l'exploration des possibles.

### L'ironie
L'ironie contemporaine, selon Didier Alexandre et Pierre Schoentjes, découlerait d'une méfiance vis-à-vis du récit traditionnel, et se traduirait par une pratique du genre romanesque « à distance », par un jeu sur les codes et les normes traditionnelles du roman. L'ironie est plurielle, des écritures très différentes peuvent être qualifiées d'ironiques. Dans leur ouvrage Ironie : formes et enjeux d'une écriture contemporaine, les deux auteurs relèvent quatre grandes catégories de l'ironie : le roman de l'ironie ludique, le roman ironique postmoderne à l'américaine, le roman de l'ironie philosophique et les fictions ironiques des univers noirs.
L'ironie mise en œuvre par Marie Darrieussecq dans ses romans se situe à l'intersection des quatre grandes catégories élaborées par Didier Alexandre et Pierre Schoentjes. Effectivement, selon Vicky Colin, l'ironie repose chez les narratrices imaginées par l'auteure, qui portent des ironies plurielles. Les héroïnes fictionnelles de Marie Darrieussecq sont des personnages psychologiques, qui sont confrontées à des évènements traumatiques, par exemple la métamorphose (la narratrice de Truismes se transforme peu à peu en truie), la perte d'un enfant (la narratrice de Tom est mort), ou la démultiplication de l'identité (la narratrice de Notre vie dans les forêts qui vit dans un monde dystopique et qui apprend qu'elle est en fait un clone). Ces femmes ébranlées par ces expériences particulières poussent le lectorat à l'introspection : « elles sont des hologrammes psychiques, qui opèrent depuis les réflexes inconscients mais souvent perceptibles au lecteur, installant une ironie particulièrement amère ».
Toujours selon Vicky Colin, l'ironie dans les romans de Marie Darrieussecq serait provoquée par l'isolement social vécu par les narratrices féminines, tel que dans le roman Truismes. La narratrice se métamorphose peu à peu en truie, s'éloignant par le même fait de la société qui n'accepte pas cette transformation anormale. Tout en écrivant son journal, elle se place peu à peu en périphérie de cette société, en dormant dans les parcs, puis dans les égouts, ou en se cachant chez un de ses amants par exemple. Elle finira par complètement accepter son animalité et à vivre en forêt avec un sanglier. C'est donc de cette exclusion sociale que l'ironie prend forme dans Truismes : « les femmes qui animent ces romans sont perdues, seules, et cherchent à comprendre les transformations et changements qu'elles doivent subir. Peu importe la cause immédiate de leur souffrance, leur inquiétude et leur angoisse sont universelles, et l'ironie vient relever des inquiétudes curieusement familières ». Ceci est particulièrement vrai pour Truismes, puisque la narratrice tient un journal, comme c'est le cas d'autres romans de Marie Darrieussecq (Tom est mort et Notre vie dans les forêts en l'occurrence). La lente descente de la narratrice dans la folie est donc particulièrement détaillée grâce à cette méthode d'écriture du journal intime.

Selon Vicky Colin, l'ironie présente dans le roman Truismes se réfère à l'image de la femme qui est donnée dans la fiction. La transformation de la narratrice en truie serait une allégorie d'une adolescente dont le corps prépubère devient le corps d'une femme. Sa métamorphose en truie est symbolique, puisque cet animal représente dans l'imaginaire collectif la sexualité féminine et débridée : « la truie, appelant à la sensualité, répugne par son mode de vie et sa voracité. Un symbole particulièrement ironique de la femme moderne ». La narratrice de Truismes est naïve, et elle éprouve de la difficulté à évoluer dans un monde qu’elle ne comprend pas elle-même et dont les autres l’excluent : « Ses réactions sont hors de toute proportion, mais dans un monde qu’elle ne comprend pas, elle est perdue et progressivement isolée. Cet isolement est abrutissant, et peut mener à la folie, exprimée par la transformation progressive en truie, et avec l’animalisation de son corps, ses pensées retournent également à un niveau plus simple, plus basique ». L’ironie repose donc dans cette discordance entre la narratrice et les autres :

« Le monsieur a renvoyé la vendeuse, et il m’a fait monter avec lui dans un bureau où il y avait Monsieur Edgar et deux autres messieurs très bien plus deux ou trois filles. "J’ai trouvé la perle" a dit le monsieur d’un air triomphant. Alors Edgar et les deux messieurs m’ont regardée d’un air extasié. Ça m’a fait du bien au moral, je ne vous dis que ça. Ils m’ont pincée partout, ils m’ont regardé le blanc de l’œil et des dents, ils m’ont fait tourner sur moi-même, sourire, et ils ont renvoyé les autres filles. […] Ensuite les messieurs ne se sont plus du tout occupés de moi, ils étaient tous les trois penchés sur les photos. Moi je poireautais, je me demandais ce qu’ils pouvaient bien me trouver. "Pour un monde plus sain ! ", s’est mis à brailler un des messieurs, et ils se sont tous mis à rire très fort. J’ai cru qu’ils se moquaient de moi »

La narratrice n’est pas la source de l’ironie dans le roman, sa candeur est plutôt l’élément qui déclenche l’ironie chez les autres : « Le décor masculin d’abus de pouvoir et de statut social fait ressortir la naïveté de la réaction incertaine et timide de notre [narratrice]. Elle est comme une étrangère dans un pays qu’elle ne comprend pas : ni les gestes, ni les paroles… Mais nous les comprenons. Nous, lecteurs, mesurons parfaitement ce que le comportement des politiciens a d’outrageant, nous comprenons que la jeune fille est inexorablement prise au piège, et qu’elle n’est pas choisie pour sa beauté, mais au contraire pour sa laideur désarmante. Pour nous, les réactions naïves et timides de la vendeuse deviennent ainsi ironiques ».

## Polémiques et accueil critique

### Polémiques
En 1998, l'écrivaine Marie NDiaye l'accuse d'avoir « singé » certaines de ses œuvres pour écrire Naissance des fantômes.
En 2007, à l'occasion de la publication de Tom est mort, Camille Laurens, également publiée chez P.O.L, accuse Marie Darrieussecq de « plagiat psychique ». Leur éditeur commun Paul Otchakovsky-Laurens prend la défense de Marie Darrieussecq en répondant par une tribune publiée dans Le Monde et intitulée « Non, Marie Darrieussecq n'a pas piraté Camille Laurens ». À la suite de ces accusations, Marie Darrieussecq publie en 2010 un essai, Rapport de police, sur la question du plagiat en littérature. Une page Wikipédia est consacrée à la polémique qui a suivi la publication de Tom est mort.
En 2020, le journal de confinement de Marie Darrieussecq, publié dans Le Point, entraîne, comme ceux d'autres personnalités, un déferlement de commentaires sarcastiques quant à ce qui est perçu comme une romantisation bourgeoise et hors-sol de cette mesure,.

### Accueil critique
En 1988, Marie Darrieussecq reçoit le prix du jeune écrivain de langue française pour sa nouvelle La Randonneuse.
La publication de Truismes en 1996 propulse Marie Darrieussecq, alors âgée de vingt-sept ans, sur la scène médiatique et déclenche une onde de choc. La même année, Jean-Luc Godard achète les droits du roman, qu'il renoncera finalement à adapter.
Dans Le Figaro, Éric Ollivier écrit à propos de Truismes dans un article intitulé « Un conte à vomir debout » : « On y sent une rage rentrée, un faux ton naïf et allègre pour dire, d'une manière primesautière, des énormités et inventer d'horribles horreurs. (…) le n'importe quoi l'emporte, jusqu'à l'épilogue. C'est infect, difficilement tolérable. »
En 2003, J.M.G. Le Clézio écrit dans Le Point :

« L'œuvre de Marie Darrieussecq fait penser à Lautréamont : le rêve du pourceau, au chant IV, commençait par ces mots : "je rêvais que j'étais entré dans le corps d'un pourceau... quand je voulais tuer, je tuais. "Truismes" en découlait. Le passage de Falmer, ou le spectre de Maldoror voltigeant au-dessus du Panthéon, c'est "Naissance des fantômes". "White", c'est l'hymne à l'océan, l'homme amphibie, ou même la "fille de neige" qui fait une apparition au chant VI. »

À l'occasion de la parution d'Être ici est une splendeur, Vie de Paula M. Becker, Étienne de Montety écrit dans Le Figaro littéraire en 2016 : « (…) rien de ce qui est féminin n'est étranger à Marie Darrieussecq. C'est même une marque de fabrique. »

## Engagements
La vie de Marie Darrieussecq est marquée par des engagements publics : en 2002, elle devient la marraine du Réseau DES France, une association d’aide et d’information aux victimes du Distilbène ; puis en 2007 de Bibliothèques sans frontières ; puis en 2012 de l’association d’étudiants « Du Pays basque aux grandes écoles ».
Lors de la campagne de l'élection présidentielle française de 2007, Marie Darrieussecq apporte son soutien à Ségolène Royal.
En 2020, elle apporte son soutien à la campagne demandant le changement de nom du quartier de La Négresse à Biarritz. Cela fait plusieurs années que Marie Darrieussecq réfléchit à cette question et, pour elle, « le mot négresse est une insulte atroce. C'est un mot qui a été utilisé et créé pour l'esclavage. Nous sommes en 2020 et il faut en finir ! »

## Chroniques médiatiques
Marie Darrieussecq écrit régulièrement dans les médias : en 2005, pour Beaux Arts Magazine ; en 2010, pour ArtReview (Londres) ; en 2011, elle tient une chronique hebdomadaire dans l'émission Les Matins de France Culture. De 2013 à 2015, elle tient une rubrique régulière dans Libération, puis de 2015 à 2018, dans Charlie Hebdo, ainsi qu'en 2017 dans L'Obs.

## Œuvres

### Romans et récits
- 1996 : Truismes, P.O.L  (ISBN 2867445299)[57]
- 1998 : Naissance des fantômes, P.O.L[58],[59],[60]  (ISBN 2867446139)
- 1999 : Le Mal de mer, P.O.L  (ISBN 2070416232)
- 1999 : Précisions sur les vagues, P.O.L  (ISBN 9782846822633)
- 2001 : Bref séjour chez les vivants, P.O.L,  (ISBN 2867448441)
- 2002 : Le Bébé, P.O.L  (ISBN 2867448743)
- 2003 : White, P.O.L  (ISBN 2867449626)
- 2003 : Simulatrix, éd. Les Inrockuptibles, coll. « des nouvelles du sexe » (ASIN B004RH9Z7Q)
- 2004 : Claire dans la forêt suivi de Penthésilée, premier combat, éditions Des femmes  (ISBN 9782721004918)
- 2005 : Le Pays, P.O.L  (ISBN 9782846820851)
- 2007 : Tom est mort, P.O.L  (ISBN 9782846822091)
- 2007 : Mrs Ombrella et les musées du désert, éd. Scali  (ISBN 9782350121253)
- 2011 : Clèves, P.O.L  (ISBN 978-2-8180-1397-7)
- 2013 : Il faut beaucoup aimer les hommes, P.O.L  (ISBN 978-2-8180-1924-5) — prix Médicis
- 2017 : Notre vie dans les forêts, P.O.L  (ISBN 978-2-8180-4366-0)
- 2019 : La Mer à l'envers, P.O.L  (ISBN 978-2-8180-4806-1)[61]
- 2021 : Pas dormir, P.O.L  (ISBN 978-2-8180-53645)
- 2024 : Fabriquer une femme, P.O.L  (ISBN 978-2-8180-5991-3)

### Nouvelles
- 2006 : Zoo, P.O.L  (ISBN 2846821348)

### Essai
- 2010 : Rapport de police. Accusations de plagiat et autres modes de surveillance de la fiction, P.O.L[62]  (ISBN 9782846823319)

### Biographie
- 2016 : Être ici est une splendeur. Vie de Paula M.Becker, P.O.L  (ISBN 978-2-8180-3906-9) — prix du Livre d'art Lire

### Traductions
- 2008 : Tristes Pontiques d'Ovide, P.O.L  (ISBN 9782846822824)
- 2012 : Tigre, tigre ! de Margaux Fragoso, Flammarion  (ISBN 9782081245600)
- 2014 : Brouillons d'un baiser de James Joyce, éditions Gallimard  (ISBN 978-2070143740)
- 2016 : Un lieu à soi de Virginia Woolf, éditions Denoël  (ISBN 9782207123676)[63]
- 2019 : Chroniques d'un enfant du pays de James Baldwin, Gallimard  (ISBN 978-2072796838)
- 2025 : Je suis fan de Sheena Patel, Gallimard  (ISBN 9782073047779)

### Théâtre
- 2009 : Le Musée de la mer, P.O.L  (ISBN 2846823308)

### Littérature jeunesse
- 2008 : Péronnille la chevalière, Albin Michel Jeunesse  (ISBN 9782226189400)
- 2016 : Le Chien Croquette, avec Nelly Blumenthal, Albin Michel Jeunesse  (ISBN 9782226392350)

### Livres d'art
- 1998 : Dans la maison de Louise, CAPC - musée d'Art contemporain de Bordeaux (ASIN B000WY098C)
- 2000 : Il était une fois… la plage, photographies de Roger-Viollet, éd. Plume  (ISBN 284110124X)
- 2001 : Sculptures de Lydie Arickx, textes et photographies, éd. Artémoins  (ISBN 2913978061)
- 2003 : Illusion de Dolorès Marat, éditions Filigranes  (ISBN 9782914381499)
- 2006 : Do You Know What I Mean de Juergen Teller, Actes Sud  (ISBN 9782742760534)
- 2008 : B2B2SP d'Édouard François, éd. Archibooks  (ISBN 9782357330351)
- 2011 : A Portrait of the Artist as a Young Mother, éditions Filigranes  (ISBN 9782350462172)
- 2012 : La mer console de toutes les laideurs, photographies de Gabrielle Duplantier, éditions Cairn  (ISBN 9782350682501)
- 2013 : Gisants de Jan Fabre, éd. Galerie Daniel Templon  (ISBN 9782917515112)
- 2013 : Faire de son mieux, photographies de Gilbert Garcin, éditions Filigranes  (ISBN 9782350462899)
- 2013 : A triple tour, collectif, éditions du Centre des monuments nationaux  (ISBN 978-2757702956)
- 2015 : Bretonnes, de Charles Fréger, collectif, Actes Sud  (ISBN 978-2330050443)
- 2016 : Nigel Cooke, collectif, Phaidon Press  (ISBN 978-0714870915)
- 2016 : Julia Garimorth, Marie Darrieussecq, Maria Stavrinaki, Rainer Stamm, Uwe M. Schneede, Wolfgang Werner, Paula Modersohn-Becker, l'intensité d'un regard, catalogue[64] de l'exposition du musée d'Art moderne de Paris, 256 p.  (ISBN 978-2-7596-0322-0)
- 2016 : Lancel : Maison parisienne depuis 1876, collectif, Flammarion  (ISBN 9782081393127)

### Entretiens
- 2008 : Marie Darrieussecq parle des éditions P.O.L, Presses universitaires de Paris Ouest  (ISBN 9782840160014)
- 2014 : Écrire, écrire, pourquoi ?, éditions de la Bibliothèque publique d'information  (ISBN 9782842461881)

### Préfaces
- 2005 : préface de Bernard Faucon, livre de photographies, Actes Sud  (ISBN 2742756671)
- 2009 : préface à Le Pressentiment d'Emmanuel Bove, Seuil, coll. « Points signatures »  (ISBN 978-2757812266)
- 2010 : préface de Distilbène : des mots sur un scandale de Véronique Mahé, Albin Michel  (ISBN 9782226217400)
- 2010 : préface de La Fin du monde : reloaded de Philippe Djian et Horst Haack, éd. Alternatives  (ISBN 9782862276373)
- 2014 : préface de La Route qui mène à la ville de Natalia Ginzburg, éditions Denoël  (ISBN 978-2207118009)
- 2019 : préface de La Disparition de Georges Perec, éditions Denoël  (ISBN 978-2207158654)

### Collectifs
- 1997 : Dix, Grasset / Les Inrockuptibles  (ISBN 2246547016)
- 2002 : Les Contes de Perrault revus par..., La Martinère  (ISBN 9782846750387)
- 2005 : La Cuisine basque gourmande, éd. du Quai rouge  (ISBN 2915076073)
- 2005 : Naissances, éd. L'Iconoclaste  (ISBN 9782913366107)
- 2006 : Va y avoir du sport !, Gallimard Jeunesse, coll. « Scripto »  (ISBN 9782070576494)
- 2007 : Parisiennes, Flammarion  (ISBN 9782081206717)
- 2009 : Guerre et paix des sexes, Hachette  (ISBN 9782011457271)
- 2010 : Recherche bonheur désespérément..., Presses universitaires de France  (ISBN 9782130582021)
- 2013 : La Malle, Gallimard  (ISBN 9782070140329)
- 2013 : L'Impossible enfant. Don d'ovocytes, l'envers du décor, éditions Érès, coll. « La vie de l'enfant »  (ISBN 978-2749239309)
- 2015 : Enfances, adolescences, Librio  (ISBN 978-2290101667)
- 2018 : Une nuit à Manosque, éditions Gallimard  (ISBN 978-2072820090)

### Direction d'ouvrages
- 2009 : Et maintenant un livre, éditions du Centre dramatique national d'Orléans[65].
- 2010 : Et encore un livre, éditions du Centre dramatique national d'Orléans.
- 2011 : Et toujours un livre, éditions du Centre dramatique national d'Orléans.
- 2012 : À nouveau un livre, éditions du Centre dramatique national d'Orléans.

### Audios
- 2004 : Claire dans la forêt, lu par l'autrice, éditions Des femmes, coll. « La Bibliothèque des voix ».
- 2005 : Le Bébé, lu par Lio, éditions Des femmes, coll. « La Bibliothèque des voix ».
- 2016 : Être ici est une splendeur. Vie de Paula M. Becker, lue par l'autrice, éditions Des femmes, coll. « La Bibliothèque des voix ».
- 2019 : La Mer à l'envers, lu par Marie-Sophie Ferdane, Gallimard, coll. « Écoutez Lire ».
- 2020 : Truismes, lu par Lola Naymark, Gallimard, coll. « Écoutez Lire ».

## Adaptations théâtrales
- 2004 : Le Bébé, mise en scène de Marc Goldberg, Vingtième théâtre, Paris.
- 2008 : Naissance des fantômes, mise en scène de Cécile Quaranta, La Minoterie, Marseille.
- 2009 : Le Musée de la mer, mise en scène d'Arthur Nauzyciel, Carré Saint-Vincent, Orléans.
- 2011 : Le Musée de la mer, mise en scène d'Arthur Nauzyciel, théâtre de Gennevilliers.
- 2011 : Truismes, mise en scène d'Alfredo Arias, théâtre du Rond-Point, Paris.
- 2011 : Tom est mort, lecture dirigée par Arthur Nauzyciel, Centre dramatique national d'Orléans.

## Adaptations cinématographiques
- 2022 : Clèves, téléfilm de Rodolphe Tissot pour la chaîne Arte, prix de la Meilleure œuvre de fiction décerné par le Syndicat de la Critique de Cinéma en 2023[66].

## Prix littéraires
- 1988 : Prix du jeune écrivain de langue française.
- 2013 : prix Médicis et le Prix des prix littéraires pour Il faut beaucoup aimer les hommes.
- 2020 : prix CIÉF (Centre international d'études francophones)[67].

### Sur Marie Darrieussecq
- Marie Fleury Wullschleger, « Du déchet au dégoût. Une lecture de Truisme de Marie Darrieussecq », A contrario, no 19, janvier 2013.
- Colette Sarrey-Strack, Fictions contemporaines au féminin : Marie Darrieussecq, Marie Ndiaye, Marie Nimier, Marie Redonnet, L'Harmattan, 2003.
- Colette Trout, Marie Darrieussecq ou voir le monde à neuf, éditions Rodopi, 2016.
- Dominique Carlini Versini, Figures de l'excès chez Marie Darrieussecq, Virginie Despentes et Marina de Van: Ecrire et filmer le corps-frontière, Brill, 2023.